# 명도황후
명도황후 모씨(明悼皇后 毛氏, ? ~ 237년)는 중국 삼국 시대 조위 제2대 황제 명황제 조예의 황후다. 하내 사람으로, 모가(毛嘉)의 딸이다.
황초 중(220년 ~ 226년)에 동궁으로 들어가, 당시 평원왕이던 조예의 특별한 사랑을 받았다. 황초 6년(226년), 문제 조비가 죽고 조예가 황제로 즉위하면서 귀빈이 되었으며, 태화 원년(228년), 정비 우씨가 있음에도 황후가 되었으며 아버지 모가과 아우 모증도 모두 작위를 받았다.
후에 조예는 명도황후 대신 곽부인(후의 명원황후)를 사랑했다. 경초 원년(237년), 조예는 후원으로 놀러 나가 재인(후궁의 계급) 이상의 후궁들을 불러모아 연회를 벌였는데, 곽부인이 명도황후도 와야 한다고 했으나 부르지 않고 연회를 연 것 자체를 비밀로 했다. 그런데 명도황후가 이를 알고 조예에게 비꼬자, 분노한 조예는 비밀이 샜다고 측근 10여 명을 죽였으며 명도황후도 사사했다. 시호를 내리고 민릉에 장사지냈다.

## 같이 보기
- 삼국지 인물 목록